# Smorjiv (Zorea), Rivne
Smorjiv (în ucraineană Сморжів) este un sat în comuna Zorea din raionul Rivne, regiunea Rivne, Ucraina.

## Demografie
Componența lingvistică a localității Smorjiv
     Ucraineană (98,97%)
     Alte limbi (1,02%)
Conform recensământului din 2001, majoritatea populației localității Smorjiv era vorbitoare de ucraineană (98,97%), existând în minoritate și vorbitori de alte limbi.